# 切唇魚
切唇魚（学名：Exoglossum maxillingua）为輻鰭魚綱鯉形目雅羅魚科的其中一種，分布於北美洲加拿大聖羅倫斯河流域及美國東北部，棲息在河川上游具礫石底質的底層水域，體長可達16公分。

## 扩展阅读
維基物種上的相關：切唇魚